# Прайс, Гарри
Гарри Прайс (19 января 1881 — 29 марта 1948) — английский писатель и исследователь паранормальных явлений.

## Биография

### Ранние годы
Несмотря на то, что он утверждал, будто родился в Шропшире, Гарри родился на площади Рэд Лайон (англ. Red Lion Square) в Лондоне . Образование он получил в Лондоне в школе Waller Road School, а затем в колледже для мальчиков Haberdashers' Aske’s Hatcham College. В возрасте 15 лет Прайс основал Карлтонское Драматическое Общество (англ. Carlton Dramatic Society)  и писал небольшие пьесы, в том числе драматическую пьесу о ранее приобретённом им опыте столкновения с полтергейстом, который, как он утверждал, произошёл в населённом призраками поместье в Шропшире.
Несколькими годами позже, Прайс привлёк к себе внимание прессы, когда начал говорить о «пространственном телеграфе». Он установил приёмник и передатчик между Telegraph Hill, Hatcham и церковью St Peter’s Church Brockley, и поймал вспышку на фотопластинке[прояснить], однако как утверждается в последней биографии Прайса, автором которой является Ричард Моррис (англ. Richard Morris), это было не что иное, как заявление о проведённом эксперименте, сделанное Гарри специально для прессы. Подлинность проверена не была. Молодой Прайс был страстным коллекционером монет и написал несколько статей для The Askean, журнала Хабердашерской Школы. В своей Автобиографии «Поиск правды» (англ. Search for Truth), написанной в 1941—1942 годах, Прайс утверждал, что принимал участие в археологических раскопках в Гринвич Парке (Лондон), однако, в более ранних трудах он отрицал своё участие в раскопках. С мая 1908 года Прайс продолжает интересовать археологией в Пулборо, Сассекс, куда он переезжает незадолго до женитьбы на Констанс Мэри Найт (англ. Constance Mary Knight) в августе того же года. Помимо работы на компанию по производству бумаги Edward Saunders & Sons, он пишет для двух местных газет West Sussex Gazette и Southern Weekly News, где он сообщает о своём необычайном нюхе на антиквариат. Одной из таких находок был серебряный слиток (позже объявленный подделкой), отлитый во времена последнего Римского императора Гонория (англ. Honorius). Несколькими годами позже другой сассекский археолог Чарльз Доусон (англ. Charles Dawson) обнаружил кирпич в Пивенси Форт (англ. Pevensey Fort) в Сассексе, который предположительно был изготовлен во времена Гонория. В 1910 году профессор Оксфордского университета Э. Джей. Хаверфилд (E.J Haverfield), известнейший в стране знаток Римской истории и член Королевской Академии, объявил находку подделкой.
Отчёт, подготовленный для Заседания Общества Антикваров (номер 23, страницы 121-9) в том же году, гласил:

«… серебряный слиток в форме обоюдоострого топора хорошо известен и относится к поздним годам Римской Империи, однако экземпляр, обнаруженный в Сассексе, является плохой копией образца, найденного в Лондонском Тауэре, и имеет повреждения, нанесенные для придания ему подлинного вида. И форма и надпись выдают его происхождение»

### Интерес к магии и фокусам
В  автобиографии «Поиск правды», Прайс пишет, что «Великий Сикха»  в Шрусбери «в полной мере несет ответственность за формирование большей части работы всей моей жизни» , а также вдохновил его на подборку первых материалов, позднее лёгших в основу Harry Price Library. Позднее Прайс становится искусным фокусником-непрофессионалом, присоединяется к Британской организации The Magic Circle (Магический круг) в 1922 году, и сохраняет интерес к иллюзионизму и фокусам до конца своих дней. Его богатый опыт в области фокусов и трюков принёс Прайсу свои дивиденды и поставил его в выгодное положение, когда позднее он занялся делом всей своей жизни, расследованиями в области паранормальных явлений.

### Парапсихология. Исследования
Первый внушительный успех Прайса в парапсихологии пришёл в 1922 году, когда он вывел на чистую воду Уильяма Хоупа (англ. William Hope), знаменитого фотографа «духов». В том же году Прайс путешествует по Германии вместе с Эриком Дингволлом (англ.  Eric Dingwall) и изучает медиума Вилли Шнайдера (англ.  Willi Schneider), путешествует по горе Брокен в Германии для принятия участия в экспериментальном ритуале «черной магии» по превращению козла в молодого мужчину, приуроченного к столетнему юбилею Гёте.
 В следующем году Прайс направил формальный запрос в Лондонский Университет о создании и выделении содержания Отделению Парапсихологии, а также о прокате оборудования Национальной Лаборатории и её библиотеки. Учёный совет отделения Психологии Лондонского Университета на запрос ответил положительно, и в 1934 году был основан Комитет по исследованию Парапсихологии. Прайс стал Почетным Секретарем и Редактором. Тем временем, в 1927 году Прайс становится членом Клуба Привидений (англ. The Ghost Club), оставаясь в его рядах до 1936 года, когда клуб был (временно) закрыт.
В 1934 году Национальная лаборатория парапсихологии (National Laboratory of Psychical Research) приступила к своему самому прославленному делу. Пятьдесят фунтов стерлингов было выплачено медиуму Хелен Дункан (англ. Helen Duncan) за то, что её будут изучать с научной точки зрения. У Хелен Дункан был взят образец эктоплазмы и исследован в Лаборатории. Анализы показали, что образец главным образом состоит из яичного белка. Прайс обнаружил, что Дункановские «проявления духа» были завёрнуты в марлю, проглочены, а затем извергнуты ею. Позднее Прайс описал это дело в своей книге Leaves from a Psychist’s Case Book, в главе «Любители Серпянки» (The Cheese-cloth Worshippers). Во время знаменитого суда над Дункан в 1944 году, Прайс представил результаты своих исследований в доказательство обвинения.
Прайс продолжил исследования парапсихологии изучением махинаций и умения ходить по углям Кады Бакса (англ. Kuda Bux)  в 1935 году. Он также участвовал в создании Национальной Фотобиблиотеки (ныне British Film Institute), став её первым председателем (до 1941 года), был членом-основателем Shakespeare Film Society. В 1936 году Прайс ведёт для BBC передачу из «населенного призраками» поместья в Меофам, Кент (Meopham, Kent) и публикует The Confessions of a Ghost-Hunter и The Haunting of Cashen’s Gap. В этом же году библиотека Прайса переносится на постоянное хранение в Лондонский Университет
В 1937 году он проводит новые теле-эксперименты с хождением по углям вместе с Ахмедом Хуссейном в Каршалтоне (англ. Carshalton) и в Александровском Дворце (англ. Alexandra Palace) . Помимо этого он снял Дом священника в Борли в аренду на один год. Он вновь создаёт Клуб Привидений, становится его председателем и реформирует его из сообщества спиритуалистов в группу более или менее непредвзятых скептиков, которые собираются для обсуждения паранормальных вопросов. Прайс был первым, кто допустил в Клуб женщин.
В этом же году Прайс проводит эксперимент с Рахманом Беем (англ. Rakman Bey), который был «похоронен живьем» в Каршалтоне. В 1939 году он организует национальное телепатическое испытание в еженедельнике John O’London’s Weekly. В сороковые годы Прайс концентрируется на писательской деятельности и публикует работы «Самый Беспокойный Дом Англии» (The Most Haunted House in England), «Полтергейст в Англии» (Poltergeist Over England) и «Конец Дома священника в Борли» (The End of Borley Rectory).
Архивы Прайса были переданы в Лондонский Университет его вдовой в 1976 и 1978 годах, они включали переписку, проекты публикаций, бумаги по отдельным делам, отчёты о расследованиях, вырезки из газет и фотографии.